# Nabagram
Nabagram là một thị trấn thống kê (census town) của quận Puruliya thuộc bang Tây Bengal, Ấn Độ.

## Địa lý
Nabagram có vị trí 22°17′B 88°31′Đ / 22,29°B 88,51°Đ Nó có độ cao trung bình là 6 mét (19 feet).

## Nhân khẩu
Theo điều tra dân số năm 2001 của Ấn Độ, Nabagram có dân số 5642 người. Phái nam chiếm 53% tổng số dân và phái nữ chiếm 47%. Nabagram có tỷ lệ 58% biết đọc biết viết, thấp hơn tỷ lệ trung bình toàn quốc là 59,5%: tỷ lệ cho phái nam là 71%, và tỷ lệ cho phái nữ là 44%. Tại Nabagram, 15% dân số nhỏ hơn 6 tuổi.